# فرودگاه شهری روانوک
فرودگاه شهری روانوک (به انگلیسی: Roanoke Municipal Airport) یک فرودگاه همگانی بهره‌برداری هوایی است که یک باند فرود آسفالت دارد و طول باند آن ۱۱۲۷ متر است. این فرودگاه در کشور ایالات متحده آمریکا قرار دارد و در ارتفاع ۲۷۶ متری از سطح دریا واقع شده است.